# Климов, Сергей Александрович (футболист)
Сергей Александрович Климов (16 января 1960, Алма-Ата, Казахская ССР, СССР) — советский и казахстанский футболист, тренер.

## Карьера

### Клубная

#### Начальные годы
В футбол играл с детства. Кумирами в детстве были Сергей Квочкин и Анатолий Ионкин. Впервые записался в футбольную секцию в возрасте 12 лет. Первым тренером Климова был Сергей Георгиевич Набоков. В 14 лет Климов попал в группу Анатолия Андреевича Житкеева. В той группе Сергей был младше всех на два года. Окончив школу, Климов поступил в вуз.

#### В советское время
Заметив Климова в матче юношеских команд, Станислав Каминский пригласил Сергея в дубль «Кайрата». В 1980 году новый тренерский штаб решил, что Климов неперспективный и перерос уровень дубля. В том году вслед за Каминским перешёл в темиртауский «Булат». После «Булата» три года играл в семипалатинском «Спартаке». В 1986 году Сергей вернулся в «Кайрат», но не имел игровой практики. В то время Климов хотел перейти в другой клуб, но тогдашний наставник команды Леонид Остроушко не планировал отпускать его. После ухода Остроушко, новый тренер клуба Тимур Сегизбаев разрешил Сергею перейти в другой клуб. Сергей перешёл в чимкентский «Мелиоратор». После одного сезона обратно играл в семипалатинском «Спартаке». В 1989 году в «Кайрат» вернулся Каминский и тут же пригласил Климова в команду. В этом возрасте Сергей был уже сложившимся футболистом и поэтому быстро стал твёрдым игроком основы.

#### После распада СССР
После распада Советского Союза Смирнов трижды выигрывал золотые медали чемпионата Казахстана, не раз становился обладателем Кубка страны. Первое свое чемпионство завоевал в 1992 году, когда «Кайрат» играл под руководством тренерского тандема в составе Бахтияра Байсеитова и Курбана Бердыева. В том же году Сергей впервые выиграл и Кубок Казахстана.
После окончания сезона-92 Байсеитов порекомендовал Смирнова в болгарский клуб «Минёр». Сергей отправился туда вместе с начальником клуба Борисом Емелиным, оговорил свой переход. За переход Смирнова «Кайрат» получил игровую экипировку от болгар — это было первым случаем, когда алма-атинский клуб получил что-то за уход своего футболиста. В новом клубе Сергей не получал зарплату, указанную в контракте. Из-за финансовых проблем все футболисты «Минёра» ходили без денег, тренеров меняли каждый год, настрой на игры у игроков были плохими. В итоге клуб завершил сезон на предпоследнем месте и вылетел из высшей лиги.
В 1993 году Смирнов вернулся в Казахстан и стал игроком алматинского «Достыка». В том же году перешёл в хамельнский «Пройссен». На переход Сергея в немецкий клуб посодействовало начальство шымкентского «Достыка». Через год Смирнов ушёл в другую немецкую команду — «Целле», где задержался ещё на два года. Сергей в это время играл сразу в двух чемпионатах — осенью и зимой он играл в Германии, а весной и летом играл за «Елимай» и «Кайрат». И там, и там Смирнов не проходил предсезонных сборов, ведь Сергей практически круглый год оставался в тонусе, играя в футбол без отдыха. После четырёх лет, проведённых в «Кайрате», Смирнов в 2001 году перешёл в усть-каменогорский «Восток», где объявил о завершении своей карьеры.

### Тренерская
Начал тренерскую карьеру как администратор в алма-атинском «Кайрате». После этого, непродолжительно тренировал такие клубы, как: «Астана», «Кайрат», «Атырау» и «Иле-Саулет». С 2011 года Климов входит в тренерский состав «Иртыша».

## Достижения

### Клубные
«Кайрат»
- Бронзовый призёр Первой лиги СССР: 1989
- Чемпион Казахстана: 1992
- Бронзовый призёр чемпионата Казахстана (2): 1997, 1999
- Обладатель Кубка Казахстана (3): 1992, 1996/97, 1999/00
- Серебряный призёр Первой лиги Казахстана: 1998

«Спартак» (Семей)
- Обладатель Кубка Казахской ССР: 1983
- Финалист Кубка Казахской ССР: 1984
- Чемпион Казахстана (2): 1994, 1995
- Обладатель Кубка Казахстана: 1995
- Обладатель Суперкубка Казахстана: 1995

### Личные
- Лучший бомбардир Первой лиги Казахстана 1998